# Simona Waltert
| jaar | rang enkelspel | rang dubbelspel |
| ---- | -------------- | --------------- |
| 2016 | 1187           | 1143            |
| 2017 | 571            | 819             |
| 2018 | 552            | 1005            |
| 2019 | 295            | 438             |
| 2020 | 297            | 399             |
| 2021 | 217            | 209             |
| 2022 | 120            | 399             |
| 2023 | 166            | 397             |
| 2024 | 175            | 404             |

Simona Waltert (Chur, 13 december 2000) is een tennisspeelster uit Zwitserland. Waltert begon met tennis toen zij vijf jaar oud was. Haar favoriete ondergrond is hardcourt. Zij speelt rechtshandig en heeft een tweehandige backhand. Zij is actief in het internationale tennis sinds 2016.

## Loopbaan

### Enkelspel
Waltert debuteerde in 2016 op het ITF-toernooi van Chiasso (Zwitserland). Zij stond in 2017 voor het eerst in een finale, op het ITF-toernooi van Lenzerheide (Zwitserland) – zij verloor van de Italiaanse Georgia Brescia. In 2018 veroverde Waltert haar eerste titel, op het ITF-toernooi van Mâcon (Frankrijk), door landgenote Tess Sugnaux te verslaan. Tot op heden(augustus 2025) won zij zeven ITF-titels, de meest recente in 2024 in Glasgow (Schotland).
In 2019 speelde Waltert voor het eerst op een WTA-hoofdtoernooi, op het toernooi van Lausanne – zij versloeg meteen het eerste reekshoofd, Julia Görges, en bereikte zo de tweede ronde. In 2022 bereikte Waltert met een wildcard de kwartfinale op het WTA-toernooi van Lausanne – daarmee kwam zij binnen op de top 150 van de wereldranglijst. In 2023 had zij haar grandslamdebuut op Roland Garros – zij slaagde voor het kwalificatietoernooi, waarna zij in de hoofdtabel nog haar openingspartij won.
Haar hoogste notering op de WTA-ranglijst is de 107e plaats, die zij bereikte in juni 2023.

### Dubbelspel
Waltert was in het dubbelspel minder actief dan in het enkelspel. Zij debuteerde in 2016 op het ITF-toernooi van Kreuzlingen (Zwitserland), samen met landgenote Leonie Küng. Zij stond later dat jaar voor het eerst in een finale, op het ITF-toernooi van Sion (Zwitserland), weer samen met Küng – zij verloren van het duo Emily Arbuthnott en Karin Kennel. In 2019 veroverde Waltert haar eerste titel, op het ITF-toernooi van Caïro (Egypte), samen met de Griekse Despina Papamichail, door het Egyptische duo Mayar Sherif en Rana Sherif Ahmed te verslaan. Tot op heden(augustus 2025) won zij vier ITF-titels, de meest recente in 2022 in The Bronx (VS).
In 2019 speelde Waltert voor het eerst op een WTA-hoofdtoernooi, op het toernooi van Lausanne, samen met landgenote Tess Sugnaux. Zij stond in 2021 voor het eerst in een WTA-finale, op het toernooi van Lausanne, samen met landgenote Susan Bandecchi – hier veroverde zij haar eerste titel, door het koppel Ulrikke Eikeri en Valentini Grammatikopoulou te verslaan.
In de eerste helft van 2025 won Waltert drie titels van categorie WTA 125. Daardoor kwam zij in juni binnen op de top 150 van de wereldranglijst.
Haar hoogste notering op de WTA-ranglijst is de 104e plaats, die zij bereikte in augustus 2025.

### Tennis in teamverband
In de periode 2022–2024 maakte Waltert deel uit van het Zwitserse Fed Cup-team – zij vergaarde daar een winst/verlies-balans van 0–4.

## Resultaten grandslamtoernooien
| Legenda | Legenda                          |
| ------- | -------------------------------- |
| g.t.    | geen toernooi gehouden           |
| l.c.    | lagere categorie                 |
| –       | niet deelgenomen                 |
| G       | uitgeschakeld in de groepsfase   |
| 1R      | uitgeschakeld in de eerste ronde |
| 2R      | uitgeschakeld in de tweede ronde |
| 3R      | uitgeschakeld in de derde ronde  |
| 4R      | uitgeschakeld in de vierde ronde |
| KF      | uitgeschakeld in de kwartfinale  |
| HF      | uitgeschakeld in de halve finale |
| F       | de finale verloren               |
| W       | het toernooi gewonnen            |
| w-v     | winst/verlies-balans             |

### Enkelspel
| toernooi        | 2023 |
| --------------- | ---- |
| Australian Open | –    |
| Roland Garros   | 2R   |
| Wimbledon       | 1R   |
| US Open         | –    |

## Palmares
| Legenda                 |
| ----------------------- |
| Grandslamtoernooi       |
| Olympische Spelen       |
| Year-End Championships  |
| Premier Mandatory       |
| Premier Five / WTA 1000 |
| Premier / WTA 500       |
| International / WTA 250 |
| Challenger / WTA 125    |

### WTA-finaleplaatsen enkelspel
geen

### WTA-finaleplaatsen vrouwendubbelspel
| nr.              | finale     | toernooi     | ondergrond | partner             | tegenstandsters                           | score            |         |
| ---------------- | ---------- | ------------ | ---------- | ------------------- | ----------------------------------------- | ---------------- | ------- |
| gewonnen finales |            |              |            |                     |                                           |                  |         |
| 1.               | 2021-07-18 | WTA Lausanne | gravel     | Susan Bandecchi     | Ulrikke Eikeri Valentini Grammatikopoulou | 6-3, 6-7, [10-5] | details |
| 2.               | 2025-03-29 | WTA Antalya  | gravel     | María Lourdes Carlé | Maja Chwalińska Anastasia Dețiuc          | 3-6, 7-5, [10-3] | details |
| 3.               | 2025-04-05 | WTA Antalya  | gravel     | Anna Bondár         | Alicia Barnett Elixane Lechemia           | 7-5, 2-6, [10-6] | details |
| 4.               | 2025-06-14 | WTA Ilkley   | gras       | Isabelle Haverlag   | Vitalia Djatsjenko Eden Silva             | 6-1, 6-1         | details |
| verloren finales |            |              |            |                     |                                           |                  |         |
| 1.               | 2024-09-08 | WTA Montreux | gravel     | María Lourdes Carlé | Quinn Gleason Ingrid Gamarra Martins      | 3-6, 6-4, [7-10] | details |
| 2.               | 2025-07-20 | WTA Iași     | gravel     | María Lourdes Carlé | Veronika Erjavec Panna Udvardy            | 5-7, 3-6         | details |

### Gewonnen ITF-toernooien enkelspel
| nr. | finale     | toernooi        | dotatie | ondergrond    | tegenstandster in finale | score         |
| --- | ---------- | --------------- | ------- | ------------- | ------------------------ | ------------- |
| 1.  | 2018-03-04 | Mâcon           | $15.000 | hardcourt (i) | Tess Sugnaux             | 6-4, 3-6, 6-3 |
| 2.  | 2018-12-23 | Ortisei         | $15.000 | hardcourt (i) | Joanna Garland           | 6-4, 6-2      |
| 3.  | 2019-02-03 | Sharm-el-Sheikh | $15.000 | hardcourt     | Oona Orpana              | 6-1, 6-3      |
| 4.  | 2019-04-28 | Caïro           | $15.000 | gravel        | Melanie Klaffner         | 7-6, 7-5      |
| 5.  | 2021-01-31 | Manacor         | $15.000 | hardcourt     | Yvonne Cavallé Reimers   | 6-2, 7-6      |
| 6.  | 2022-07-10 | Amstelveen      | $60.000 | gravel        | Emma Navarro             | 7-6, 6-0      |
| 7.  | 2024-10-27 | Glasgow         | $60.000 | hardcourt (i) | Mariam Bolkvadze         | 6-4, 6-2      |